# Republik Neugranada
Die Republik Neugranada (kurz Neugranada) war eine zentralistische Republik auf dem Gebiet des heutigen Kolumbiens und Panamas und Teilen Ecuadors, Perus, Brasiliens, Costa Ricas, Venezuelas und Nicaraguas. Der Staat entstand nach der Auflösung Großkolumbiens 1830 durch die Abspaltung Ecuadors und Venezuelas. 1858 wurde der Staat wieder umbenannt, als die Granada-Konföderation gebildet wurde.

## Geschichte
Die Republik Neugranada wurde immer wieder von widerstrebenden wirtschaftlichen und politischen Interessen in Frage gestellt und von heftigen Konflikten und Bürgerkriegen erschüttert. 1840 kam es zu Aufständen und einem Grenzkonflikt mit Ecuador. Panama versuchte 1840 und 1850 erfolglos, sich von Neugranada zu lösen. 1851 fand ein Bürgerkrieg statt, der durch die Reformen des Präsidenten José Hilario López ausgelöst wurde, welche die Sklavenbefreiung, Vertreibung der Jesuiten, Gewährung der Pressefreiheit und die Abschaffung der Todesstrafe vorsahen. 1853 kam es zu einer liberalen Verfassungsreform, 1854 zu einem erneuten Bürgerkrieg unter der Diktatur des Generals José María Melo. 1858 wurde eine föderalistische Verfassung eingeführt. Ein Aufstand des Generals Tomás Cipriano de Mosquera löste 1860 einen dreijährigen Bürgerkrieg aus. Nach der Einnahme Bogotás durch Mosquera 1861, der sich zum Präsidenten ernannte, wurde das Land umbenannt und erhielt eine neue Verfassung (siehe Granada-Konföderation).